# John Loaring
John Wilfrid Loaring (ur. 3 sierpnia 1915 w Winnipeg, zm. 21 listopada 1969 w Windsor) – kanadyjski lekkoatleta (płotkarz i sprinter), wicemistrz olimpijski z 1936.
Urodził się w Winnipeg, ale w 1926 przeniósł się do Windsor. W młodości przeszedł gorączkę reumatyczną, co zagrażało możliwości uprawiania biegów. Loaring jednak pokonał te trudność i od 1934 skutecznie rywalizował w zawodach juniorów w biegach na 120 jardów przez płotki i na 440 jardów. od 1935 studiował na University of Western Ontario.
W 1936 po raz pierwszy przebiegł dystans 440 jardów przez płotki, wygrywając mistrzostwa Ontario w tej konkurencji. Na mistrzostwach Kanady w tym samym roku zwyciężył w biegu na 400 metrów przez płotki (biegnąc ten dystans pierwszy raz w życiu) i w biegu na 400 metrów.
Na igrzyskach olimpijskich w 1936 w Berlinie zdobył srebrny medal w biegu na 400 metrów przez płotki (za Amerykaninem Glennem Hardinem, a przed Miguelem White’em z Filipin). Zajął również 6. miejsce w biegu na 400 metrów oraz 4. miejsce w sztafecie 4 × 400 metrów (sztafeta kanadyjska biegła w składzie: Marshall Limon, Phil Edwards, William Fritz i Loaring na ostatniej zmianie).
Loaring zwyciężył w biegu na 440 jardów przez płotki, w sztafecie 4 × 110 jardów i w sztafecie 4 × 440 jardów na igrzyskach Imperium Brytyjskiego w 1938 w Sydney.
Był dwukrotnym rekordzistą Kanady w biegu na 400 metrów przez płotki (do czasu 52,7 4 sierpnia 1936 w Berlinie), a raz w sztafecie 4 × 400 metrów z wynikiem 3:11,8 (9 sierpnia 1936 w Berlinie).
Podczas II wojny światowej Loaring służył jako ochotnik w Royal Canadian Navy. Był odkomenderowany do floty brytyjskiej w 1940. Służył jako oficer radarowy, m.in. na krążowniku lekkim HMS Fiji, gdy ten został zatopiony podczas bitwy o Kretę 22 maja 1941. od 1943 przebywał z powrotem w Kanadzie. W latach 1946–1947 dowodził oddziałem rezerwy morskiej w Windsor w stopniu lieutenent commander (odpowiednik komandora podporucznika).